# ティラノザウルス・レックス登場!!
ティラノザウルス・レックス登場!!（My People Were Fair And Had Sky In Their Hair...But Now They're Content To Wear Stars On Their Brows）はイギリスのグラムロックバンド、T・レックスの前身のバンド、ティラノザウルス・レックスによるデビュー・アルバム。

## 収録曲
1. ホット・ロッド・ママ - Hot Rod Mama (3:13)
2. シネスコフ - Scenescof (1:43)
3. チャイルド・スター - Child Star (2:52)
4. 不思議なオーケストラ - Strange Orchestras (1:47)
5. ヴァージニアの城 - Chateau in Virginia Waters (2:38)
6. ちっちゃなトランペット・ブルース - Dwarfish Trumpet Blues (2:46)
7. ムスタング・フォード - Mustang Ford (2:59)
8. アフガニスタンの女 - Afghan Woman (1:59)
9. 騎士 - Knight (2:37)
10. お上品なシバ - Graceful Fat Sheba (1:29)
11. 言葉 - Wielder Of Words (3:18)
12. インカの恋 - Frowning Atahuallpa(My Inca Love) (5:54)